# Page and Plant
Page and Plant (Jimmy Page a Robert Plant) byla britská rocková skupina, vzniklá ze skupiny Led Zeppelin a založená v roce 1994.

## Hlavní členové
- Jimmy Page – akustická a elektrická kytara, mandolína
- Robert Plant – zpěv
- Nigel Eaton – niněra
- Charlie Jones – basová kytara, perkuse
- Michael Lee – bicí, perkuse
- Ed Shearmur – orchestr varhany
- Jim Sutherland – mandolína, bodhrán
- Porl Thompson – banjo, kytara

## Diskografie
Alba
| Year | Name                                                |
| ---- | --------------------------------------------------- |
| 1994 | No Quarter: Jimmy Page and Robert Plant Unledded    |
| 1997 | The Inner Flame: Rainer Ptacek Tribute (spolupráce) |
| 1998 | Walking into Clarksdale                             |

Singly
| Year | Name                             |
| ---- | -------------------------------- |
| 1994 | "The Battle of Evermore" (promo) |
| 1994 | "Four Sticks" (promo)            |
| 1994 | "Gallows Pole"                   |
| 1994 | "Kashmir" (promo)                |
| 1995 | "Thank You" (promo)              |
| 1995 | "Wonderful One"                  |
| 1998 | "Most High"                      |
| 1998 | "Shining in the Light"           |
| 1998 | "Sons of Freedom" (promo)        |

Videa
| Year | Name                                             |
| ---- | ------------------------------------------------ |
| 2004 | No Quarter: Jimmy Page and Robert Plant Unledded |